# Срџаде шумадијски ћилим
Срџаде-шумадијски ћилим је традиционални производ текстилног заната на подручју Груже, Шумадијски округ. 

## Историјат
Срџаде или шумадијски ћилим су ткале девојке на подручју Груже да би га носиле у мираз. Обавеза девојака пред удају било је ткање срџаде, које је било веома захтеван, а уједно и креативан посао. Овај занат се интензивно развијао крајем 19. века, а процват доживљава средином 20. века. 

## Начин израде
Срџаде су се искључиво ткале од вуне која се скидала са живих оваца из ових крајева. Вуна је сировина која се добија шишањем оваца почетком лета, јер је тада најдужа и најквалитетнија. Вуна се затим прала, сушила, гребенала, прела, препредала и на крају бојила. Предење се радило искључиво ручно. Вуна се бојила у тзв. клапину (орахова љуска која је потопљена у води), или у луковину (љуска од црног лука која је потопљена у води). Срџаде су се ткале на хоризонталном разбоју. За ткање срџаде користи се вуна беле боје за основу и бојена вуна за потку. Потка се намотава на чунак, а чунак се провлачи кроз основу. Шаре на поткама су се израђивале на посебан начин: предиво се секло на кратке делове који су се иглом ушивали за потку, тако да су они обликом подсећали на данашњу таписерију.

## Примена срџаде
Срџаде се користе као прекривачи за кревете. 